# Elecciones legislativas de Ecuador de 1916
Las elecciones legislativas de Ecuador de 1916 se celebraron ese año para renovar a la Cámara de Diputados y del Senado de Ecuador. 
Se eligieron 79 legisladores, necesitando 40 votos para mayoría del Congreso en pleno. 
Acorde a la normativa de la época, los legisladores eran electos por nominación libre de los electores, sin auspicio partidista o limitaciones por provincia, por lo que en ocasiones un legislador era electo por varias provincias o para ambas cámaras. 

## Senadores
30 Senadores, 16 votos para mayoría de la Cámara del Senado.
| Provincia  | Senador                            |
| ---------- | ---------------------------------- |
| Carchi     | Juan Manuel Lasso Ascásubi         |
| Carchi     | Miguel Angel Albornoz Tabares      |
| Imbabura   | Rafael Gomez de la Torre Najera    |
| Imbabura   | Alejandro Peñaherrera de la Guerra |
| Pichincha  | Juan Aurelio Villagomez Andrade    |
| Pichincha  | Guillermo Ordoñez Crespo           |
| León       | Pablo A Vasconez Aldaz             |
| León       | Antonio E. Arcos Ampudia           |
| Tungurahua | Manuel del Carmen Pachano Baca     |
| Tungurahua | Juan Benigno Vela Hervas           |
| Chimborazo | Carlos Larrea Donoso               |
| Chimborazo | Angel F. Araujo                    |
| Bolívar    | Gabriel J. Veintimilla F.          |
| Bolívar    | César D. Villavicencio Vera        |
| Cañar      | Miguel E. Seminario Marticorena    |
| Cañar      | Aurelio Bayas Argudo               |
| Azuay      | Octavio Cordero Palacios           |
| Azuay      | Luis A. Loyola García              |
| Loja       | Luis Felipe Jaramillo              |
| Loja       | Agustin Arias Valdivieso           |
| El Oro     | David B. Guzman                    |
| El Oro     | Agustin Valarezo                   |
| Guayas     | Cesareo Carrera Padron             |
| Guayas     | Julio Burbano Aguirre              |
| Los Ríos   | Octavio G. Icaza Garcia            |
| Los Ríos   | Serafin Wither Suarez              |
| Manabí     | Horacio F. Espinel                 |
| Manabí     | Pedro José Huerta Gomez de Urrea   |
| Esmeraldas | Leonardo J. Palacios Portocarrero  |
| Esmeraldas | Leonidas M. Drouet Avila           |

## Diputados
49 diputados, 25 votos para mayoría de la Cámara de Diputados.
| Provincia  | Diputado                         |
| ---------- | -------------------------------- |
| Carchi     | Luis G. Dávila                   |
| Carchi     | Roberto Posso Espinosa           |
| Imbabura   | Eduardo Peñaherrera Mantilla     |
| Imbabura   | Reinaldo Cabezas Borja           |
| Pichincha  | Manuel Cabeza de Vaca Silva      |
| Pichincha  | J. Francisco Pérez Bustamante    |
| Pichincha  | Federico Páez Chiriboga          |
| Pichincha  | José Cervantes Freile            |
| Pichincha  | Carlos García Chiriboga          |
| Pichincha  | Gabriel Unda                     |
| León       | Manuel Tomás Maldonado Iturralde |
| León       | Rafael Vasconez Gomez            |
| León       | Alberto Donoso Mancheno          |
| Tungurahua | Jorge N. Sevilla Suarez          |
| Tungurahua | Alfonso Moscoso Montalvo         |
| Tungurahua | Temístocles Terán Alvarez        |
| Chimborazo | Angel R. Saenz                   |
| Chimborazo | Luis Ricardo Gallegos Barba      |
| Chimborazo | Luis F. Vela Vela                |
| Chimborazo | José Alberto Donoso Cobo         |
| Bolívar    | Gabriel Monge Vela               |
| Bolívar    | Víctor Manuel Arregui            |
| Cañar      | Rosendo Lopez Diez               |
| Cañar      | Luis Serrano Abad                |
| Cañar      | Ambrosio Andrade Palacios        |
| Azuay      | Agustin Salazar Bravo            |
| Azuay      | Luis Carlos Jaramillo Leon       |
| Azuay      | Aurelio Bayas Argudo             |
| Azuay      | Cornelio Crespo Vega             |
| Azuay      | Francisco Cuesta O.              |
| Loja       | Jose Miguel Carrion Mora         |
| Loja       | Isidro Ayora Cueva               |
| Loja       | Ramon U. Eguiguren Riofrio       |
| El Oro     | Jorge T. Larrea Alba             |
| El Oro     | Francisco Ochoa Ortiz            |
| Guayas     | Carlos Arroyo del Rio            |
| Guayas     | Miguel G. Hurtado Aguilera       |
| Guayas     | Alfonso Larrea Alba              |
| Guayas     | Agustin Rendón Vasquez           |
| Guayas     | Eleodoro Ferruzola Concha        |
| Guayas     | Leonidas A. Yerovi Mateus        |
| Los Ríos   | Juan E. Valarezo                 |
| Los Ríos   | Alberto Guerrero Martínez        |
| Manabí     | Sergio E. Alcívar                |
| Manabí     | Luis M. Cueva                    |
| Manabí     | Alfredo S. Ledesma Malo          |
| Manabí     | Manuel Benigno Cueva García      |
| Manabí     | Hector Cedeño Centeno            |
| Esmeraldas | Carlos Enrique Diaz Castrillon   |

Fuente: